# EN 60601-2-20
Die EN 60601-2-20 mit dem Titel „Medizinische elektrische Geräte – Teil 2-20: Besondere Festlegungen für die Sicherheit von Transportinkubatoren“ ist Teil der Normenreihe EN 60601.
Herausgeber der DIN-Norm DIN EN 60601-2-20 ist das Deutsche Institut für Normung.
Die Norm basiert auf der internationalen Fassung IEC 60601-2-20. Im Rahmen des VDE-Normenwerks ist die Norm als VDE 0750-2-20 klassifiziert, siehe DIN-VDE-Normen Teil 7.
Diese Ergänzungsnorm regelt allgemeine Festlegungen für die Sicherheit, Prüfungen und Richtlinien von Transportinkubatoren.

## Gültigkeit
Die deutsche Ausgabe 1.1998 ist ab ihrem Erscheinungsdatum als Deutsche Norm angenommen.
- Die aktuelle Fassung (1.1998) ist korrespondierend mit der 2. Ausgabe der DIN EN 60601-1 anzuwenden.
- Es wurde 9.2007 ein Entwurf zur Anwendung mit der 3. Ausgabe der DIN EN 60601-1 veröffentlicht.

## Anwendungsbereich
Diese besonderen Festlegungen legen Sicherheitsanforderungen für Transportinkubatoren fest. Diese Norm gilt nicht für Säuglingsikubatoren (siehe EN 60601-2-19).

## Zusatzinformation
Folgende geänderte Anforderungen sind in der EN 60601-2-20 enthalten (Auszug):
- Spannungsfestigkeit
- Mechanische Gefährdungen
- Elektromagnetische Verträglichkeit (EMV)
- Übermäßige Temperaturen
- Reinigung
- Menschliches Versagen/Fehlerfälle
- Unterbrechung der Stromversorgung
- Genauigkeit der Betriebsdaten
- Konstruktion
- Spezielle Anforderungen an Inkubatoren